# Holzkirchen, Würzburg
Holzkirchen là một đô thị ở huyện Würzburg bang Bayern, Đức.